# Hamunaptra
Hamunaptra (aussi connue sous le nom de Cité des morts) est une ville égyptienne fictive qui a fait son apparition en 1999 dans le film La Momie.
Selon les films, Hamunaptra est une ville cachée dans le désert, et le lieu où repose Imhotep. Il s'agit d'une momie vieille de 3 000 ans qui est censée revenir comme une malédiction après avoir été libérée. Imhotep et la ville d'Hamunaptra sont protégés par les Medjaÿ, qui ne veulent pas le réveil de « la bête » qui a été gardée pendant des siècles. La cité sert de lieu de repos pour les Pharaons avec leurs richesses.

## Dans les films

### La Momie
La ville d'Hamunaptra apparaît dans la scène d'introduction du film quand Brendan Fraser (Rick O'Connell) et sa garnison militaire issue de la Légion étrangère viennent de partout dans le désert pour se battre.
Comme l'écrit Bronwyn Williams (en) dans Popular Culture and Representations of Literacy, « Dans La Momie, l'objet qui excite l'intérêt d'Evie est une petite boîte en métal qui est une clef permettant d'ouvrir à la fois le sarcophage de la momie et le fameux Livre des Morts enterré dans sa tombe. Lorsque la boîte s'ouvre, Evie trouve une carte indiquant l'emplacement d'Hamunaptra ». Dans le film, Evie est enthousiasmée par l'idée de l'existence de la cité d'Hamunaptra, parce que sa mère lui avait racontée ainsi qu'à son frère, Jonathan Carnahan, des histoires sur la ville quand ils étaient enfants. Puisque Rick s'y est rendu, Evie fait appel à lui dans sa recherche de la ville du désert, ainsi qu'à un assortiment d'autres personnages qui se joignent au groupe.
La dernière scène, à la fin de La Momie, se passe dans la ville d'Hamunaptra. La ville s'enfonce dans le sable, et les personnages principaux ne parviennent à sauver leur peau que de justesse. L'antichambre, remplie de monceaux de trésors et d'or, sombre également dans le sable.

### Le Retour de la momie
Bien que la ville d'Hamunaptra ait disparu dans le sable du désert dans La Momie, la suite permet aux spectateurs de voir des tentatives de fouilles, vers le début du film. Les personnages de Meela Nais, le conservateur du musée Hafez, et Lock-Nah supervisent des travaux d'excavation du cadavre d'Imhotep, recouvert de résine, qu'ils réaniment alors.

## Dans la littérature
- Cinematherapy for Lovers: The Girl's Guide to Finding True Love One Movie at a Time par Nancy Peske et Beverly West[9].
- Conspiracy Prophecy par Pochenko[10].
- Consuming Ancient Egypt par Sally MacDonald et Michael Rice[11].
- Fictional Cities and Towns in Egypt: Bana-Mighdall, Zerzura, Hamunaptra[12].
- Fictional Lost Cities and Towns: Atlantis, R'lyeh, Atlantis, the Nameless City, Norumbega, Osgiliath, Opar, Charn, Kitezh, Hamunaptra[13].
- The Horror Movie Survival Guide par Matteo Molinari.
- Nobody's Perfect: Writings from The New Yorker par Anthony Lane[14].
- Popular Culture and Representations of Literacy par Bronwyn Williams.
- TLA Film, Video, and DVD Guide 2002-2003: The Discerning Film Lover's Guide par David Bleiler[15].

## Dans la musique
- Hamunaptra est une chanson du groupe de heavy metal américain Chastain, sur l'album In An Outrage.